# 王になろうとした男
『王になろうとした男』（おうになろうとしたおとこ、英: The Man Who Would Be King）は、ラドヤード・キプリングによる小説。1888年にアンソロジー集『The Phantom 'Rickshaw and other Eerie Tales』の中の一編として出版された。

## 概要
「王になろうとした男」（1888）は、ラドヤード・キプリングによる短編小説である。アフガニスタンの僻地にあるといわれる「カーフィリスターン」（Kafiristan）で王になった、英領インドの二人のイギリス人冒険家の話である。この小説は、ジェームズ・ブルックとジョシア・ハーランの二人の経験を元にしている。ジェームズ・ブルックは、ボルネオ島にあるサラワクで白人王に成った英国人であり、ジョシア・ハーランは、米人冒険家でゴール王子の称号を、彼自身のみ成らず、彼の子孫にまで与えられた。この小説は、それだけでなく他の事実を要素に取り込んでいる。たとえば、ヌーリスタンの人々が、ヨーロッパ人の外観を備えていることや、最後に無くなった主人公の頭が戻ってくる話は、アドルフ・シュラーギントヴァイトの斬られた頭が植民地省に戻ってきた事実をモデルにしたものである。
この短編小説は、『The Phantom 'Rickshaw and other Eerie Tales』の一編として出版された。この本は、印度鉄道図書の第五巻として出版されている。また、『Wee Willie Winkie』に掲載されたほか、他の本にも掲載されている。
また、ラジオ小説として1947年7月7日、「エスケープ」ショウで放送され、1948年8月1日にも再放送されている。

## あらすじ
この話の語り手は、インドにいるイギリス人ジャーナリスト、キプリングである。キプリングはインドを旅行中に二人のだらしない冒険家ダニエル・ドレイヴォットと、ピーチ・カーネハンに会い、好意を持った。キプリングはこの二人があるラージャを脅迫するのをやめさせた。数ヶ月後、ふたりはラホールにあるキプリングのオフィスを訪ねて、自らの計画を語った。彼らは、「兵士、水夫、植字工、写真家、鉄道技師、些細な請負業者」などをやっていたが、インドは彼らには狭すぎると考えるようになっていたのであった。翌日、彼らは、王になるためにカフィリスタンへ旅立った。ドレイヴォットは現地人になりきり、20丁のマルティニ・ヘンリー銃を持っていくつもりであったが、これは当時としては世界最高の銃であった。彼らは、王か首長に会い、彼が敵を倒すのを手伝い、その上で、その地位を乗っ取ることを計画した。彼らは語り手に、その地域に関する書籍や地図を調べてくれるよう頼んだ。語り手はふたり同様フリーメーソンのメンバーであり、また、語り手が恐喝の計画を差し止めたからである。
二年後、灼熱の夏の暑い夜にカーネハンが語り手のオフィスに入ってきた。彼は失意の身でぼろをまとう乞食になっていが、驚くべき物語を話した。ドレイヴォットとカーネハンは王になることに成功していた。まずはカフィールの人々と出会い、この人々が白人であることがわかった。軍隊を整え、村々を占領し、統一国家を作ることを夢見た。カフィールの人々はイスラム教徒ではなかった。ドレイヴォットをアレキサンダー大王の生まれ変わりか子孫であると認め、神として崇めた。カフィールの人々はフリーメーソンの儀式を行っており、ドレイヴォットが上位のメンバーだけが知っているフリーメーソンの秘密を知っていたため、ドレイヴォットの評価は上がった。
ドレイヴォットがカフィールの少女と結婚することを決めた時、この計画は崩れた。神と結婚することを畏れた少女が、ドレイヴォットがその少女に口づけしようとした時に噛みついたのだ。彼が血を流すのを見て、司祭達は、「神でもなく、悪魔でもなく、単なる人間だ」と叫んだ。カフィールの人々の多くがドレイヴォットとカーネハンに背いた。数人がドレイヴォット達に忠誠を誓ったが、結局は敗れて二人の王は捕らわれた。
王冠をかぶったドレイヴォットは渓谷にかかる吊り橋の上に立たされ、カフィールの人々がその縄を切ると、彼は転落して死んでしまった。カーネハンは二本の松の間に磔にされた。しかし、一日たっても生きながらえていたので、カフィールの人々は奇跡と思い、彼を自由にした。カーネハンは乞食をしてインドに戻った。
この話の証拠として、カーネハンは語り手に、金の王冠を頭に抱いたドレイヴォットの頭を見せて、部屋から去った。翌日、語り手は彼が狂気に陥り、帽子もかぶらずに炎天下の道を這っているのを見つけたので、病院に入院させた。二日後、語り手が病院を訪れた時、日射病でカーネハンが死亡したことを知らされた。持ち物は何も残されていなかった。

## 評価
J.M.バリーは「フィクションの中でももっとも大胆なもの」と評価している。他の批評は、ブルームの『ラドヤード・キプリング』に集められている。

## 日本語訳
- 金原瑞人・三辺律子共訳「王になろうとした男」
  - 『諸国物語』ポプラ社所収(2008)
- 高橋和久訳「王を気取る男」
  - 『キプリング・インド傑作選』鳳書房所収(2008)

## 大衆文化
- スタートレックに、この話に基づくエピソードがある。
- 同名の歌がある。
- 1975年に、ショーン・コネリーとマイケル・ケインの主演により、映画化されている。この映画では、クリストファー・プラマーがキプリングを演じている。